# Haute Autorité de l’audiovisuel et de la communication (Bénin)
Pour l’article homonyme, voir HAAC.
La Haute Autorité de l'audiovisuel et de la communication (HAAC) est l'une des sept institutions républicaines prévues par la Constitution du Bénin conformément aux dispositions des articles 24, 142 et 143 de la Constitution du 11 décembre 1990. Cet organe béninois de régulation de l'audiovisuel a pour mission principale de garantir et d'assurer la liberté et la protection de la presse, ainsi que de tous les moyens de communication de masse, dans le respect de la loi.
Le 21 juillet 2019, Rémi Prosper Moretti devient président de l'institution pour cinq ans. Son mandat étant à terme, le chef de l'Etat béninois Patrice Talon nomme trois membres parmi les neuf, tel que prévu par la constitution béninoise, dont Edouard Loko est le président pour la 7e mandature,.

## Organisation et compétences

### Origines et statuts
Les membres de la HAAC sont nommés pour un mandat de 5 ans non renouvelable. Ce mandat prend effet à compter de la date de l'installation officielle de l'institution. La HAAC est composée de neuf membres dirigés par un bureau de la HACC est assisté d'un secrétariat administratif[pas clair].

### Missions
La HAAC, conformément aux dispositions de l'articles 24, 142 et 143 de la Constitution et de l'article 5 de la loi organique assume trois fonctions principales :
1. Garantir et d'assurer la liberté et la protection de la presse ainsi que tous les moyens de communication de masse dans le respect de la loi ;
2. Veiller au respect de la déontologie en matière d'information et à l'accès équitable des partis politiques, des associations et des citoyens aux moyens officiels d'informations et de communication ;
3. Garantir l'utilisation équitable et approprié des organismes publics de presse et de communication audiovisuelle par les Institutions de la République, chacune en fonction de ses missions constitutionnelles et d'assurer le cas échéant, les arbitrages nécessaires.

En dehors de ces missions principales, la loi lui confère d'autres missions. il s'agit de :
- Assurer la gestion des campagnes médiatiques pour les élections législatives, présidentielles, communales, municipales et locales ;
- Attribuer des fréquences de radiocommunication et des licences d'exploitation des radiodiffusions sonores et télévision privée ;
- Délivrer des cartes de presse aux professionnels des médias en collaboration avec le ministère chargé de la Communication ;
- Garantir les conditions de soutien de l'État à la presse publique et privée en collaboration avec les associations des professionnels des médias ;
- Organiser des programmes de formation et de recyclage pour les professionnels des médias ;
- Proposer à nomination par le chef de l'État en Conseil des ministres, les directeurs des organes de presse du service public. Les organes de presse du service public dont il s'agit sont l'Office de radiodiffusion et télévision du Bénin, l'Office national d’imprimerie et de presse dont dépend le quotidien « La Nation » et l'Agence Bénin Presse. Elle reçoit à ce titre, les dossiers des candidats à ces postes, les étudie, puis propose au Gouvernement les noms des directeurs ;
- Prendre toute initiative et organise toute action de nature à accroître le respect de la conscience professionnelle, de la déontologie et de l'éthique.

### Composition: le collège et les conseillers
La Haute Autorité de la communication audiovisuelle comprend neuf membres, pour un mandat de cinq ans non révocable, nommés par décret du président de la République pris en conseil des ministres sur proposition du ministre chargé de la communication après leur désignation. Ce mandat prend effet pour compter de la date de leur installation officielle.
La désignation des neuf membres de la HAAC se fait de la façon suivante :
| Institution de désignation                   | Qualité du Membre désigné                        |
| -------------------------------------------- | ------------------------------------------------ |
| Président de la République                   | Un communicateur                                 |
| Président de la République                   | Un juriste                                       |
| Président de la République                   | Une personnalité de la société civile            |
| Bureau de l'Assemblée nationale              | Un communicateur                                 |
| Bureau de l'Assemblée nationale              | Un juriste                                       |
| Bureau de l'Assemblée nationale              | Une personnalité de la société civile            |
| Journalistes et techniciens de l'audiovisuel | Un journaliste professionnel de l'audiovisuel    |
| Journalistes et techniciens de l'audiovisuel | Un journaliste professionnel de la presse écrite |
| Journalistes et techniciens de l'audiovisuel | Un technicien des télécommunications             |

### Fonctionnement
Pour assurer la permanence de la direction, la HAAC est dirigée par un bureau composé d'un président, d'un vice-président et de deux rapporteurs.
La liste des conseillers et membres du bureau de la HAAC de la première mandature jusqu'à la sixième (1994 à 2019) :
| Poste occupé dans l'institution                                                                               | Membres                     | Qualité                                 | Institution de désignation                            | Observations                                                                               |
| --- | --------------------------- | --------------------------------------- | ----------------------------------------------------- | ------------------------------------------------------------------------------------------ |
| Sixième mandature (depuis 21 juillet 2019)                                                                    |                             |                                         |                                                       |                                                                                            |
| Président | Rémi Prosper Moretti        | Communicateur                           | Présidence de la République                           |                                                                                            |
| Vice-présidente, présidente de la commission des techniques et des nouvelles technologies de la communication | Cécile Ahoumènou            | Technicien de télécommunication         | Professionnel de l'audiovisuel et de la communication |                                                                                            |
| Premier rapporteur, président de la commission des relations publiques et communications                      | Fernand Gbaguidi            | Personnalité                            | Bureau de l'Assemblée nationale                       |                                                                                            |
| Second rapporteur, présidente de la commission chargée des relations extérieures et de la coopération         | Bilikissou Ali Machiffa     | Personnalité                            | Présidence de la République                           |                                                                                            |
| Président de la commission chargée de la carte de presse, de l'éthique et de la déontologie                   | Bastien Salami              | Juriste                                 | Présidence de la République                           |                                                                                            |
| Président de la commission des médias du service public.                                                      | Franck Kpochémé             | Journaliste de la presse écrite         | Professionnel de l'audiovisuel et de la communication |                                                                                            |
| Président de la commission de la formation et de la documentation                                             | Armand Hounsou              | Journaliste de la presse audiovisuelle  | Professionnel de l'audiovisuel et de la communication |                                                                                            |
| Président de la commission des médias du secteur privé                                                        | Ali Camarou                 | communicateur                           | Bureau de l'Assemblée nationale                       |                                                                                            |
| Présidente de la commission de la législation et du contentieux.                                              | Mariane Domingo             | Juriste                                 | Bureau de l'Assemblée nationale                       |                                                                                            |
| Cinquième mandature de 2014 à 2019                                                                            |                             |                                         |                                                       |                                                                                            |
| Président | Adam Boni Tessi             | Personnalité de société civile          | Présidence de la République                           |                                                                                            |
| Vice-président, président de la commission des médias du service public.                                      | Soulémane Ashanti           | Journaliste de la presse audiovisuelle  | Professionnel de l'audiovisuel et de la communication |                                                                                            |
| Premier rapporteur, président de la commission des médias du secteur privé                                    | Lambert DOGO                | communicateur                           | Présidence de la République                           |                                                                                            |
| Second rapporteur, président de la commission des relations publiques et communications                       | Félix Adimi                 | Personnalité de société civile          | Bureau de l'Assemblée nationale                       |                                                                                            |
| Présidente de la commission chargée des relations extérieures et de la coopération                            | Gracia Noutaï épouse Holo   | Juriste                                 | Présidence de la République                           |                                                                                            |
| Président de la commission des techniques et des nouvelles technologies de la communication                   | Romaric Kessou              | Technicien de télécommunication         | Professionnel de l'audiovisuel et de la Communication |                                                                                            |
| Président de la commission de la carte de presse, de l'éthique et de la déontologie                           | Richard Magnidet            | Journaliste de la presse audiovisuelle  | Professionnel de l'audiovisuel et de la communication |                                                                                            |
| Président de la commission de la formation et de la documentation                                             | Pascal Zantou               | Communicateur                           | Bureau de l'Assemblée nationale                       |                                                                                            |
| Présidente de la commission de la législation et du contentieux                                               | Rosette Gbessou Houngnibo   | Juriste                                 | Bureau de l'Assemblée nationale                       |                                                                                            |
| Quatrième mandature de 2009 à 2014                                                                            |                             |                                         |                                                       |                                                                                            |
| Président | Théophile Nata              | Personnalité de la société              | Présidence de la République                           |                                                                                            |
| Vice-président, président de la commission de la carte de presse, de l'éthique et de la déontologie           | Edouard Loko                | Journaliste de la presse écrite         | Professionnel de l'audiovisuel et de la communication |                                                                                            |
| Premier rapporteur, président de la commission des médias du secteur privé                                    | Kimba BA SEGUERE            | Journaliste de la presse audio visuelle | Professionnel de l'audiovisuel et de la communication |                                                                                            |
| Second rapporteur, président de la commission de la législation et du contentieux                             | Célestin AKPOVO             | Juriste                                 | Bureau de l'Assemblée nationale                       |                                                                                            |
| Président de la commission des relations publiques et communications                                          | Joseph Patrice OGOUNCHI     | Communicateur                           | Présidence de la République                           |                                                                                            |
| Président de la commission chargée des relations extérieures et de la coopération                             | Moïse BOSSOU                | Juriste                                 | Présidence de la République                           |                                                                                            |
| Président de la commission de la formation et de la documentation                                             | Roufaï AKOBI                | Communicateur                           | Bureau de l'Assemblée nationale                       |                                                                                            |
| Président de la commission des médias du service public                                                       | Yédomon Mathias TOSSOU      | Personnalité de la société              | Bureau de l'Assemblée nationale                       |                                                                                            |
| Président de la commission des techniques et des nouvelles technologies de la communication                   | Victorin AGBONON            | Techniciens de télécommunications       | Professionnel de l'audiovisuel et de la communication |                                                                                            |
| Troisième mandature de 2004 à 2009                                                                            |                             |                                         |                                                       |                                                                                            |
| Président | Ali ZATO                    | Personnalité de la société civile       | Présidence de la République                           |                                                                                            |
| | Benseye Emmanuel KOUAGOU    | Communicateur                           | Présidence de la République                           |                                                                                            |
| | Joseph Gnonlonfoun          | Juriste                                 | Présidence de la République                           |                                                                                            |
| | Béatrice Lakoussan          | Juriste                                 | Bureau de l'Assemblée nationale                       |                                                                                            |
| | Iréné Josias AGOSSA         | Personnalité de la société civile       | Bureau de l'Assemblée nationale                       |                                                                                            |
| | Gédéon DASSOUNDO            | Communicateur                           | Bureau de l'Assemblée nationale                       |                                                                                            |
| | Dieudonné BOCCOVO           | Technicien de radio                     | Professionnel de l'audiovisuel et de la communication |                                                                                            |
| | Agapit Napoléon MAFORIKAN   | Journaliste de la presse écrite         | Professionnel de l'audiovisuel et de la communication |                                                                                            |
| | Clément HOUENONTIN          | Journaliste de la presse audiovisuelle  | Professionnel de l'audiovisuel et de la communication | Décédé en cours de mandat, Clément HOUENONTIN a été remplacé par Clémentine LOKONON        |
| Deuxième mandature de 1999-2004                                                                               |                             |                                         |                                                       |                                                                                            |
| Président | Théophile Paoletti Béhanzin | Personnalité de la société civile       | Présidence de la République                           | Décédé en cours de mandat, Théophile Paoletti Béhanzin a été remplacé par Timothée Adanlin |
| Président | Timothée Adanlin            | Personnalité de la société civile       | Présidence de la République                           |                                                                                            |
| Vice-président                                                                                                | Noël ALLAGBADA              | Journaliste de la presse écrite         | Professionnel de l'audiovisuel et de la communication |                                                                                            |
| | Bawa Allassane              | Communicateur                           | Présidence de la République                           | Décédée en cours de mandat, Bawa Allassane a été remplacée par Amissétou Yaou Bawa         |
| Chef département presse écrite                                                                                | Amissétou Yaou Bawa         | Communicateur                           | Présidence de la République                           |                                                                                            |
| Chef département télévision et cinéma                                                                         | Alexis Kokou AGBELESSESSY   | Juriste                                 | Présidence de la République                           |                                                                                            |
| Chef département formations et documentation                                                                  | Sé N'Bouro OUOROU BOUN      | Communicateur                           | Bureau de l'Assemblée nationale                       |                                                                                            |
| Chef département affaires juridique et contentieux                                                            | Bruno AHLONSOU              | Juriste                                 | Bureau de l'Assemblée nationale                       |                                                                                            |
| | Saturnin Soglo              | Personnalité de la société civile       | Bureau de l'Assemblée nationale                       |                                                                                            |
| Chef département technique et nouvelles technologie de la communication                                       | Marcelin ILLOUGBADE         | Techniciens de télécommunications       | Professionnel de l'audiovisuel et de la communication |                                                                                            |
| Chef département médias sonores                                                                               | Fernand AZOKPOTA            | Journaliste de la presse audiovisuelle  | Professionnel de l'audiovisuel et de la communication |                                                                                            |
| Première mandature : de 1994-1999                                                                             |                             |                                         |                                                       |                                                                                            |
| Président | René DOSSA                  | Communicateur                           | Présidence de la République                           |                                                                                            |
| | William ALYKO               | Magistrat                               | Présidence de la République                           |                                                                                            |
| | Chabi Mama Fourdounga       | Personnalité de la société civile       | Présidence de la République                           |                                                                                            |
| | Marguérite FASSINOU         | Communicateur                           | Bureau de l'Assemblée nationale                       |                                                                                            |
| | Bernard DEGBOE              | Juriste                                 | Présidence de la République                           |                                                                                            |
| | Ba Biao YOLOU AGBANDOU      | Personnalité de la société civile       | Présidence de la République                           |                                                                                            |
| | Léonce GOUHOUETE            | Techniciens de télécommunications       | Professionnel de l'audiovisuel et de la communication |                                                                                            |
| | Innocent LAWSON             | Journaliste de la presse écrite         | Professionnel de l'audiovisuel et de la communication |                                                                                            |
| | Sébastien AGBOTA            | Journaliste de la presse audiovisuelle  | Professionnel de l'audiovisuel et de la communication |                                                                                            |

### Les différents services de la HAAC
La HAAC dispose de huit commissions permanentes présidées chacune par un conseiller.
La HAAC abrite le siège du secrétariat exécutif du réseau des instances africaines de régulation de la communication (RIARC) créé le 5 juin 1998 à Libreville au Gabon. Le président de la HAAC a la charge de son secrétariat exécutif et est assisté dans ses fonctions d'un coordonnateur.